# NOM-018-STPS-2015
NOM-018-STPS-2015 es una norma oficial mexicana que establece un sistema armonizado para la identificación y comunicación de peligros derivados por sustancias químicas peligrosas en aquellos centros de trabajo donde se utilicen este tipo de sustancias. La norma concuerda parcialmente con la quinta edición del Sistema globalmente armonizado de clasificación y etiquetado de productos químicos (SGA o GHS por sus siglas en inglés) que publica la ONU.

## Objetivo
Esta norma establece los requerimientos que deben contar los centros de trabajo para comunicar de manera armonizada los peligros y riesgos de las sustancias químicas peligrosas, con el fin de que se eviten daños a los trabajadores y a las brigadas de emergencia, es decir, mediante un solo sistema de clasificación de los peligros de la sustancias químicas a nivel internacional a través de una manera gráfica (etiqueta) y una escrita (hoja de seguridad).

## Pictogramas utilizados en la norma

### Pictogramas de peligros físicos
| Pictograma          | Sustancias peligrosas |
| ------------------- | --- |
| Llama sobre círculo | Gases comburentes (categoría 1) Líquidos comburentes (categorías 1 al 3) Sólidos comburentes (categorías 1 al 3) |
| Llama               | Gases inflamables (categoría 1) Aerosoles (categorías 1 y 2) Líquidos inflamables (categorías 1 al 3) Sólidos inflamables (categorías 1 y 2) Sustancias y mezclas que reaccionan espontáneamente (tipos B al F) Líquidos pirofóricos (categoría 1) Sólidos pirofóricos (categoría 1) Sustancias y mezclas que experimentan calentamiento espontáneo (categorías 1 y 2) Sustancias y mezclas que en contacto con el agua, desprenden gases inflamables (categorías 1 al 3) Peróxidos orgánicos (tipos B al F) |
| Bomba explotando    | Explosivos (inestable y divisiones 1.1 al 1.4) Sustancias y mezclas que reaccionan espontáneamente (tipo A y B) Peróxidos orgánicos (tipo A y B) |
| Botella de gas      | Gases a presión (comprimido, licuado, licuado refrigerado y disuelto) |
| GHS-pictogram-acid  | Sustancias y mezclas corrosivas para los metales (categoría 1) |

### Pictogramas de peligros a la salud
| Pictograma           | Sustancias químicas |
| -------------------- | --- |
| GHS-pictogram-skull  | Toxicidad aguda por ingestión (categorías 1 al 3) Toxicidad aguda por vía cutánea (categoría 4) Toxicidad aguda por inhalación (categorías 1 al 3) |
| GHS-pictogram-acid   | Corrosión / Irritación cutánea (categoría 1) Lesiones oculares graves / Irritación ocular (categoría 1) |
| Peligro a la salud   | Sensibilización respiratoria (categorías 1, 1A y 1B) Mutagenicidad en células germinales (categorías 1A y 1B y 2) Carcinogenicidad (categorías 1A y 1B y 2) Toxicidad para la reproducción (categorías 1A Y 1B y 2) Toxicidad sistémica específica de órganos blanco (exposición única) (categorías 1 y 2) Toxicidad sistémica específica de órganos blanco (exposiciones repetidas) (categorías 1 y 2) Peligro por aspiración (categorías 1 y 2) |
| GHS-pictogram-exclam | Toxicidad aguda por ingestión (categoría 4) Toxicidad aguda por vía cutánea (categoría 4) Toxicidad aguda por inhalación (categoría 4) Corrosión / Irritación cutáneas (categoría 2) Lesiones oculares graves / Irritación ocular (categoría 2/2A) Sensibilización cutánea (categorías 1, 1A y 1B) Lesiones oculares graves (categoría 2A) Toxicidad específica de órganos blanco (exposición única) (categorías 3)                               |